# Sodegaura
Sodegaura (袖ケ浦市, Sodegaura-shi) är en stad i den japanska prefekturen Chiba på den östra delen av ön Honshu. Den har cirka 60 000 invånare, är belägen på den västra delen av Bosohalvön och ingår i Tokyos storstadsområde. Sodegaura fick stadsrättigheter 1 april 1991.